# Kebanaran
Kebanaran is een bestuurslaag in het regentschap Banjarnegara van de provincie Midden-Java, Indonesië. Kebanaran telt 4549 inwoners (volkstelling 2010).